# Diaea bipunctata
Diaea bipunctata là một loài nhện trong họ Thomisidae.
Loài này thuộc chi Diaea. Diaea bipunctata được William Joseph Rainbow miêu tả năm 1902.